# کایلا دیویس
کایلا دیویس (انگلیسی: Kaela Davis؛ زادهٔ ۱۵ مارس ۱۹۹۵) بازیکن بسکتبال اهل ایالات متحده آمریکا است.
وی در مسابقات کشوری و بین‌المللی در مجموع برندهٔ ۱ مدال طلا شده‌است.